# Criptonomicón
Criptonomicón es una novela de ciencia ficción escrita por Neal Stephenson. La trama se desarrolla en dos líneas temporales narradas en paralelo: en una se presenta la labor de un grupo de criptógrafos y especialistas en decepción táctica de los Aliados durante la Segunda Guerra Mundial, dedicados a romper los códigos de comunicaciones del Eje Roma-Berlín-Tokio; la otra trama transcurre en la época actual, en la que descendientes de los protagonistas de la primera trama emplean tecnología punta en criptografía, telecomunicaciones e informática para construir un paraíso de datos en el sultanato de Kinakuta, una isla ficticia en el mar de Sulú, entre Palawan (Filipinas) y la isla de Borneo.

## La obra

### El libro
La edición original en inglés, titulada "Cryptonomicon", fue publicada por la editorial NOVA el 4 de mayo de 1999. Aunque originalmente publicada como un solo libro de 918 páginas, el editor español, Ediciones B, tomando el ejemplo de la edición francesa dividió la obra en tres tomos, cortando en las páginas 320 y 620 del original estadounidense: Criptonomicón: El código Enigma, Criptonomicón: El código Pontifex, y Criptonomicón: El código Aretusa. Los tres fueron publicados en las colecciones Nova y Byblos. En el año 2007 Ediciones B publicó una edición de lujo, tapa dura con sobrecubiertas, en un solo volumen de 864 páginas.

### El título
El título de la obra, criptonomicón, hace referencia a un libro ficticio al que se hace referencia de forma constante en la novela. Descrito como la biblia de la criptografía, consiste más bien en un conjunto de textos y artículos en constante crecimiento, que engloba todo lo que se conoce en el mundo sobre criptografía. El autor se inspiró para el título en el Necronomicón, una obra ficticia mencionada en las obras del escritor H. P. Lovecraft. En palabras del propio Stephenson,

Quería darle el título que podría haberle puesto a su obra un académico del siglo XVII. Y así es como se me ocurrió Criptonomicón. He oído por ahí la palabra Necronomicón. En realidad no he leído los libros de Lovecraft, pero está claro que el título surgió como analogía de ahí.

### Contenido técnico
En algunas partes de Criptonomicón se explican en detalle conceptos avanzados de criptografía y seguridad informática, como por ejemplo el phreaking Van Eck; aunque el autor tiene siempre en mente al lector no especializado, estas partes pueden resultar complejas para el lector común.
Stephenson incluye en la novela una descripción detallada (e incluso un script en perl) del cifrado Solitario (llamado Pontifex en el libro), un algoritmo criptográfico desarrollado por Bruce Schneier y que se ejecuta mediante una baraja de cartas.

## Trama
El trasfondo infotecnológico de Criptonomicón es la criptografía y las matemáticas y el uso que se hacen de ellas en las dos tramas que se van compaginando a lo largo de la novela y que se centran en el marco histórico de la Segunda Guerra Mundial y en un presente paralelo al que vivimos actualmente. La principal aplicación que se da en la trama histórica será la ruptura de los códigos utilizados por los alemanes y japoneses sin que estos se den cuenta, mientras que en el presente se intenta crear la Cripta, un paraíso informático de datos libres del poder de los gobiernos.
En la trama que tiene transcurso durante la Segunda Guerra Mundial se nos presenta a Lawrence Pritchard Waterhouse, un ficticio genio matemático y criptoanalista especializado en descifrar códigos del enemigo. Junto a él tenemos a Bobby Shaftoe, un sargento de la infantería de marina estadounidense adicto a la morfina con amplia experiencia en el frente del Pacífico que acaba en la secreta compañía 2702 junto al misterioso teniente–sacerdote Enoch Root, una compañía dedicada a despistar al enemigo con el fin de que no sospechase que se habían roto sus códigos. Después de muchas anécdotas, Waterhouse acabara casándose con una qwghlmiana; Shaftoe volverá a Filipinas junto al general MacArthur, personaje real, y a su amigo japonés Goto Dengo, para fallecer en su última misión días después de conocer a su hijo; y Enoch Root de la Societas Eruditorum simulará su propia muerte y regresará a Filipinas en busca de una mina nipona.
A lo largo de esta trama aparecen varios personajes y sitios históricos relevantes, y componentes de ficción como el propio Criptonomicón, un libro de los aliados de la Segunda Guerra Mundial que se usaba como repositorio de información para descifrar los códigos del Eje; el Reino de Qwghlm, perteneciente al Reino Unido, o el sultanato de Kinakuta.
La segunda trama tiene lugar en un presente paralelo, en el cual sesenta años después Randy Waterhouse, nieto de Lawrence y experto hacker criptográfico deja el mundo informático californiano para embarcarse en un desafiante proyecto empresarial junto a sus compañeros de Epiphyte Corporation con la finalidad de la crear la Cripta, un paraíso fiscal y de la información, pero tendrá que enfrentarse a viejos enemigos como Andrew Loeb, a otros nuevos como "el Dentista" y a la maquinaria política de los gobiernos. Para ello contará con la ayuda de sus viejos amigos Avi, Eb, John, Tom y Beryl y con la del equipo de la Semper Marine Services, que componen Doug y Amy Shaftoe, hijo y nieta de Bobby. Para respaldar la moneda electrónica de la Cripta será necesario conseguir oro, y necesitarán la ayuda de la compañía de excavaciones GOTO de Goto Dengo, quien construyó el "Gólgota" japonés, donde se guardó todo el tesoro obtenido como botín de guerra japonés durante la Segunda Guerra Mundial. Además, Avi tiene otra misión para la Cripta: alojar el PEPH, el Paquete de Educación y Prevención del Holocausto, con el fin de ofrecer a la humanidad el conocimiento suficiente para la supervivencia. De esta trama cabe destacar la reaparición de Enoch Root, quien ayuda y apoya a Randy en la tarea de descifrado del código Aretusa durante su periodo de encarcelamiento en Filipinas y le enseña el método de cifrado del Solitario, o Pontifex, comentado más arriba.

## Realidad en el Criptonomicón
El Criptonomicón utiliza un marco real como escenario de su historia. Así aparecen personajes, lugares y objetos de notable importancia histórica (algunos toman parte activa de la trama y otros simplemente son nombrados). Aquí hay una lista:
- Alan Turing
- Douglas MacArthur
- John von Neumann
- Isoroku Yamamoto
- Winston Churchill
- Theodore Roosevelt
- Máquina de Turing
- Máquina Enigma
- Colossus
- Bletchley Park
- Linux (en este caso el autor utiliza el sobrenombre Finux para referirse a él)
- BeOS
- Microsoft (y Windows)